# Мостіпанова Людмила Олександрівна
Людмила Олександрівна Мостіпанова *(28 грудня 1955 році в селі Нижня Сироватка, Сумський район Сумська область  — співачка Сумської філармонії, заслужений працівник культури України.

## Життєпис

### Родина
Народилася у сім'ї залізничника Левченка Олександра Григоровича та Тетяни Федорівна. Мати селянка, добре співала, мріяла стати артисткою, ця мрія справдилася у доньці.

### Навчання
У 1974 році закінчила нижньосировотську школу.
1975-1978 навчалася в училищі, спочатку у Люботинському залізничному, хотіла піти шляхом батька, а потім у Сумському училищі культури і мистецтв.

### Співачка
1978  — вийшла заміж та переїхала у Червоне село, де працювала у «Червоно-сільському хорі». Разом із творчим колективом гастролювала в Україні, Болгарії, Росії, Білорусі. Хор брав участь у багатьох всесоюзних фестивалях. У репертуарі хору українські народні пісні.
У 1980 році Людмилі присвоєно звання заслужений працівник культури (спочатку СССР, а потім України).
Із 2009 року працює у Сумській обласній філармонії солісткою ансамблю «Слобожанські барви». Також виступає і сольно.

### Родина
Одружена, має сина та доньку, а також онуків
Донька Людмили пішла шляхом матері, наразі також працює в ансамблі «Слобожанські барви».